# Pier Giorgio Debernardi
Pier Giorgio Debernardi (Feletto, 31 marzo 1940) è un vescovo cattolico italiano, dal 7 luglio 2017 vescovo emerito di Pinerolo.

## Biografia
Pier Giorgio Debernardi è nato il 31 marzo 1940 a Feletto, provincia di Torino (oggi città metropolitana) e diocesi di Ivrea, in Piemonte, nell'allora Regno d'Italia (oggi Repubblica Italiana).

### Formazione e ministero sacerdotale
Dopo aver terminato gli studi primari e quelli liceali, sentendo maturare la vocazione al sacerdozio è entrato in seminario. Al termine del quinquennio di studi, ha ricevuto l'ordinazione sacerdotale il 27 giugno 1965, presso la nativa Feletto, per imposizione delle mani di Albino Mensa, vescovo di Ivrea; si è incardinato, venticinquenne, come presbitero della medesima diocesi.
Poco tempo dopo ha conseguito la laurea in filosofia e quella in teologia. Parroco per trentatré anni, è stato poi nominato vicario generale della diocesi di Ivrea, incarico ricoperto fino alla promozione all'episcopato.

### Ministero episcopale
Il 7 luglio 1998 papa Giovanni Paolo II lo ha nominato, cinquantottenne, vescovo di Pinerolo; è succeduto al settantacinquenne Pietro Giacchetti, dimissionario per raggiunti limiti d'età dopo ventidue anni di governo pastorale. Ha ricevuto la consacrazione episcopale il 20 settembre seguente, presso la Chiesa parrocchiale della Beata Vergine Assunta a San Benigno Canavese, per imposizione delle mani di Luigi Bettazzi, vescovo di Ivrea, assistito dai co-consacranti Pietro Giacchetti, suo predecessore, e Fernando Charrier, vescovo di Alessandria. Ha preso possesso della diocesi durante una celebrazione svoltasi presso la Cattedrale di San Donato a Pinerolo l'8 novembre successivo. Come suo motto episcopale il neo vescovo Debernardi ha scelto Deus caritas est, che in italiano significa "Dio è amore".
Durante il suo episcopato è stato dimesso dallo stato clericale Franco Barbero, a cui il vescovo ha scritto: "Dalla lettura dei tuoi scritti appare chiaro che viene toccato il cuore della fede cristiana, in particolare i misteri della Trinità, dell'Incarnazione, la presenza reale di Cristo nell'Eucaristia e, connesso con l'Eucaristia, il ministero ordinato. A ciò si aggiunge la liturgia, non celebrata in comunione con la Chiesa Cattolica, la non accettazione dell'integrità del Settenario Sacramentale e la non accoglienza del Magistero come guida di fede e di morale".
Si è recato a Roma per due visita ad limina, rispettivamente nel marzo 2007 e nel maggio 2013.
Ha promosso la pubblicazione del periodico Vita diocesana Pinerolese, il cui primo numero è uscito nel febbraio 2009.
È stato membro della Commissione per l'ecumenismo e quella per il dialogo all'interno della Conferenza Episcopale Italiana. Ha partecipato diverse volte "con molta gioia" al sinodo valdese e metodista ritenendo di avere "molto da imparare".
Il 7 luglio 2017 papa Francesco ha accettato la sua rinuncia dalla guida pastorale della diocesi di Pinerolo dopo quasi vent'anni per raggiunti limiti d'età, ai sensi del can. 401 § 1 del Codice di diritto canonico, divenendone vescovo emerito all'età di settantasette anni; gli è succeduto il cinquantaseienne Derio Olivero, fino ad allora vicario generale della diocesi di Fossano. È rimasto amministratore apostolico della diocesi fino all'ingresso del suo successore il 15 ottobre seguente.

## Genealogia episcopale
La genealogia episcopale è:
- Cardinale Scipione Rebiba
- Cardinale Giulio Antonio Santori
- Cardinale Girolamo Bernerio, O.P.
- Arcivescovo Galeazzo Sanvitale
- Cardinale Ludovico Ludovisi
- Cardinale Luigi Caetani
- Cardinale Ulderico Carpegna
- Cardinale Paluzzo Paluzzi Altieri degli Albertoni
- Papa Benedetto XIII
- Papa Benedetto XIV
- Papa Clemente XIII
- Cardinale Bernardino Giraud
- Cardinale Alessandro Mattei
- Cardinale Pietro Francesco Galleffi
- Cardinale Giacomo Filippo Fransoni
- Cardinale Carlo Sacconi
- Cardinale Edward Henry Howard
- Cardinale Mariano Rampolla del Tindaro
- Cardinale Gennaro Granito Pignatelli di Belmonte
- Cardinale Pietro Boetto, S.I.
- Cardinale Giuseppe Siri
- Cardinale Giacomo Lercaro
- Vescovo Luigi Bettazzi
- Vescovo Piergiorgio Debernardi